# Ihor Kostetsky
Ihor Kostetsky (14 de maio de 1913, Kyiv, Ucrânia - 14 de junho de 1983, Schwaikheim, Alemanha Ocidental) foi um escritor, tradutor e dramaturgo ucraniano.